# گورستان صوفی دوشه
قبرستان صوفی دوشه در شهرستان سقز، بخش مرکزی، روستای حمزه قرنیان واقع شده و این اثر در تاریخ ۲۷ مرداد ۱۳۸۲ با شمارهٔ ثبت ۹۶۴۴ به‌عنوان یکی از آثار ملی ایران به ثبت رسیده است.